# Gräfsta
Gräfsta är en bebyggelse norr om Norrtälje i Estuna socken i Norrtälje kommun. Från 2015 avgränsar SCB här en småort.